# Sergiu Medean
Sergiu Medean (n. 7 octombrie 1862, Sebeș – d. 20 iulie 1938, Sebeș) a fost un deputat în Marea Adunare Națională de la Alba Iulia, organismul legislativ reprezentativ al „tuturor românilor din Transilvania, Banat și Țara Ungurească”, cel care a adoptat hotărârea privind Unirea Transilvaniei cu România, la 1 decembrie 1918.

## Biografie
Între 1 decembrie 1886 și 1 octombrie 1894 a servit la protodiacon la Sibiu, pentru ca în 4 septembrie 1897 să fie numit protopop ortodox al Sebeșului, funcție ocupată până la ieșirea la pensie, în 31 decembrie 1931.
A fost președinte al Despărțământului Sebeș al „ASTREI” între 1897-1923 și primul președinte al Asociației de meseriași „Andreiana”. În 15 august 1916, imediat după începutul ofensivei armatei române în Transilvania, a fost deportat de autoritățile austro-ungare la Sopron, împreună cu protopopul greco-catolic Ioan Simu. Cei doi s-au întors la Sebeș în anul 1917, după respingerea ofensivei.

## Activitatea politică
Ca deputat în Adunarea Națională din 1 decembrie 1918 a fost reprezentant al Protopopiatului ortodox-român al Sebeșului, al Parohiei ortodoxe-române Sebeș-Alba și al Despărțământului Sebeș al „ASTREI”.

## Lectură suplimetară
- Ioan I. Șerban, Nicolae Josan (coord.), Dicționarul personalităților Unirii. Trimișii românilor transilvăneni la Marea Adunare Națională de la Alba Iulia, Alba Iulia, Editura Altip, 2003.
- Daniela Comșa, Eugenia Glodariu, Maria M. Jude, Clujenii și Marea Unire, Muzeul Național Transilvania, Cluj-Napoca, 1998
- Florea Marin, Medicii și Marea Unire, Editura Tipomur, Târgu Mureș, 1993
- Silviu Borș, Alexiu Tatu, Bogdan Andriescu, (coord.), Participanți din localități sibiene la Marea Adunare Națională de la Alba Iulia din 1 decembrie 1918, Editura Armanis, Sibiu, 2015